# 宮里駿
宮里 駿（みやざと しゅん、1992年10月4日 - ）は、日本の俳優、声優。鹿児島県出身。身長174cm。血液型はO型。劇団ひまわり所属。

## 出演

### テレビドラマ
- 救急戦隊ゴーゴーファイブ（1999年、テレビ朝日）
- スキッと一心太助 第16話（2000年、NHK）
- おとうさん 第7話（2002年11月24日、TBS）
- 少年・ドテラのチャンピオン（2002年11月26日、TBS）
- 火曜サスペンス劇場・下町・銭湯騒動記シリーズ（2002年 - 2005年、日本テレビ） - 宝田一郎 役
- 世直しバラエティー カンゴロンゴ・“下流志向”の君へ（2009年1月25日、NHK） - 生徒 役
- 東京少女真野恵里菜 第3話「甘い罠にご用心」（BS-i、2009年2月21日） - 村田 役
- 傍聴マニア09〜裁判長!ここは懲役4年でどうすか〜 第8話（2009年12月10日、日本テレビ） - 傍聴席の高校生 役
- スイッチガール!! 第1話（2011年12月24日、フジテレビTWO）
- あっこと僕らが生きた夏（2012年4月14日・21日、NHK） - 松尾駿 役
- なぞの転校生（2014年1月 - 3月、テレビ東京） - 大森健次郎 役
- 弱くても勝てます〜青志先生とへっぽこ高校球児の野望〜（2014年4月 - 6月、日本テレビ） - 吉永藤一郎 役
- アゲイン!!（2014年7月 - 9月、毎日放送） - 鈴木和史 役
- SAKURA〜事件を聞く女〜 第4話（2014年11月10日、TBS） - 大木尚哉 役
- 重版出来! 第4・6・10話（2016年5月3日・17日・6月14日、TBS）

### 映画
- YOSHIMOTO DIRECTOR'S 100 〜100人が映画撮りました〜 「ラストプレゼント」（2007年、田村亮監督） - 主演・今井保 役
- 悪の教典（2012年、三池崇史監督） - 伊佐田直樹 役

### テレビアニメ
2001年
- サイボーグ009 THE CYBORG SOLDIER（メル）

2003年
- キノの旅 -the Beautiful World-（三人組）

2004年
- 愛してるぜベイベ★★（梨谷翔太）

2005年
- capeta（飛田勇〈小学生〉）

2008年
- ミチコとハッチン（ゴンザレス）
- 遊☆戯☆王5D's（マルコ）

2021年
- RE-MAIN（渡久地光輝）

### 劇場アニメ
- カラフル（2010年、クラスメイト）

### Webアニメ
- OBSOLETE（2019年、少年兵D）
- T・Pぼん（2024年、今野）

### 吹き替え

#### 映画（吹き替え）
- キャプテン・ウルフ
- サンダーバード（ファーマット）
- スタンド・バイ・ミー（テディ・ドチャンプ〈コリー・フェルドマン）※BD版
- スパイダーマン
- ナショナル・トレジャー
- ピートとドラゴン（ピート）
- フォーチュン・クッキー
- ベッドかざりとほうき（チャーリー）
- ホーンテッドマンション（マイケル）
- モンスター・ハウス（チャウダー）
- ロード・オブ・ザ・リング（エオサイン）

#### アニメ
- アントブリー（ニッキー）
- ウィッシュ（ダリオ[4]）
- ドラゴン・テイルズ（マックス）
- ヒックとドラゴン（フィッシュ）
- ヒックとドラゴン 〜バーク島の冒険〜（フィッシュ）
- ヒックとドラゴン 聖地への冒険（フィッシュ[5]）

### ミュージカル
- レ・ミゼラブル - ガブローシュ役

### 人形劇
- こどもにんぎょう劇場「ジェニィ」（ピーター）